# 新霍羅舍夫西克
48°30′45″N 36°38′8″E / 48.51250°N 36.63556°E
新霍羅舍夫西克（烏克蘭語：Новохорошевське），是烏克蘭的村落，位於該國中部第聶伯羅彼得羅夫斯克州，由佩特羅拉夫利夫卡區負責管轄，距離馬良卡4公里，海拔高度105米。